# Hooper (Nebraska)
Hooper – miasto w Stanach Zjednoczonych, w stanie Nebraska, w hrabstwie Dodge.